# 정읍군·김제군
정읍군·김제군은 대한민국의 옛 국회의원 선거구이다. 당시 전라북도 정읍군과 김제군 지역을 관할했다.

## 역사
제9대 국회의원 선거를 앞두고 정읍군 선거구와 김제군 선거구가 통합되면서 신설되었다.
제11대 국회의원 선거를 앞두고 전라북도의 선거구 개편이 이루어졌다. 이에 정읍군·김제군 선거구는 고창군·부안군 선거구와   함께 개편이 이루어졌으며 정읍군은 고창군과 함께 정읍군·고창군 선거구를, 김제군은 부안군과 함께 부안군·김제군 선거구를 이루게 됨에 따라 폐지되었다.

## 역대 국회의원
| 선거   | 정당 | 정당       | 1위 의원 | 정당 | 정당       | 2위 의원 |
| ------ | ---- | ---------- | -------- | ---- | ---------- | -------- |
| 1973년 |      | 무소속     | 김택하   |      | 민주공화당 | 장경순   |
| 1978년 |      | 민주공화당 | 장경순   |      | 신민당     | 김원기   |

## 역대 선거 결과

### 대한민국 제9대 국회의원 선거
|  | 26.56% |

|  | 22.83% |

|  | 22.41% |

|  | 15.18% |

|  | 7.49% |

|  | 5.51% |

### 대한민국 제10대 국회의원 선거
|  | 28.02% |

|  | 24.81% |

|  | 16.19% |

|  | 9.31% |

|  | 6.44% |

|  | 6.16% |

|  | 3.33% |

|  | 3.20% |

|  | 2.51% |